# Oligia suffusa
Oligia suffusa là một loài bướm đêm trong họ Noctuidae.